# Протесты в Польше (2020)
Протесты против ужесточения закона о абортах в Польше начались в октябре 2020 года из-за решений Конституционного суда, ужесточивших закон об абортах в Польше, сделать которые после решений суда стало практически невозможно.

## Постановление Конституционного суда
22 октября суд вынес постановление, ужесточающее закон об абортах в стране. Оно сделало аборты незаконными практически во всех случаях, включая тяжёлую и необратимую инвалидность, а также опасные для жизни заболевания плода. Аборт стало возможно сделать только в двух случаях: если произошло изнасилование, и если жизнь и здоровье женщины находится под угрозой.

## Хронология
Сразу же после принятия постановления на улицы во многих польских городах вышли недовольные люди. На следующий день протесты продолжились, люди прошли по центрам городов, в том числе и перед церквями.
25 октября протестующие решили устроить сидячие демонстрации в церквях, некоторые церкви подверглись вандализму.
27 и 28 октября протестующие перекрыли дороги во многих крупных городах. Согласно представителям полиции, 28 октября около 430 000 человек приняли участие в 410 протестах по всей стране.
28 октября оппозиционные депутаты из партии Lewica в польском Сейме выступили в поддержку либерализации законодательства об абортах, в ответ на что один из спикеров парламента сравнил их с СС и Гитлерюгендом, а также назвал сторонниками тоталитарной модели.
30 октября не менее 100 000 человек приняли участие в массовых протестах в Варшаве. Район Жолибож, где живёт Ярослав Качиньский, заблокировала полиция и не дала протестующим добраться до его дома. Протестующие потребовали не только отмены решения Конституционного суда, но и смены политического курса страны. В тот же день президент Анджей Дуда внёс в парламент страны законопроект, допускающий аборты в случае, если смерть ребёнка неизбежна.

### Отсрочка
3 ноября правительство объявило, что собирается отсрочить обнародование и воплощение пока лидеры будут пытаться выйти из тупика. Конституционные эксперты назвали это худшим вариантом, поскольку польские законы требуют публикации в «Журнале законов» без задержки.

## Силы безопасности

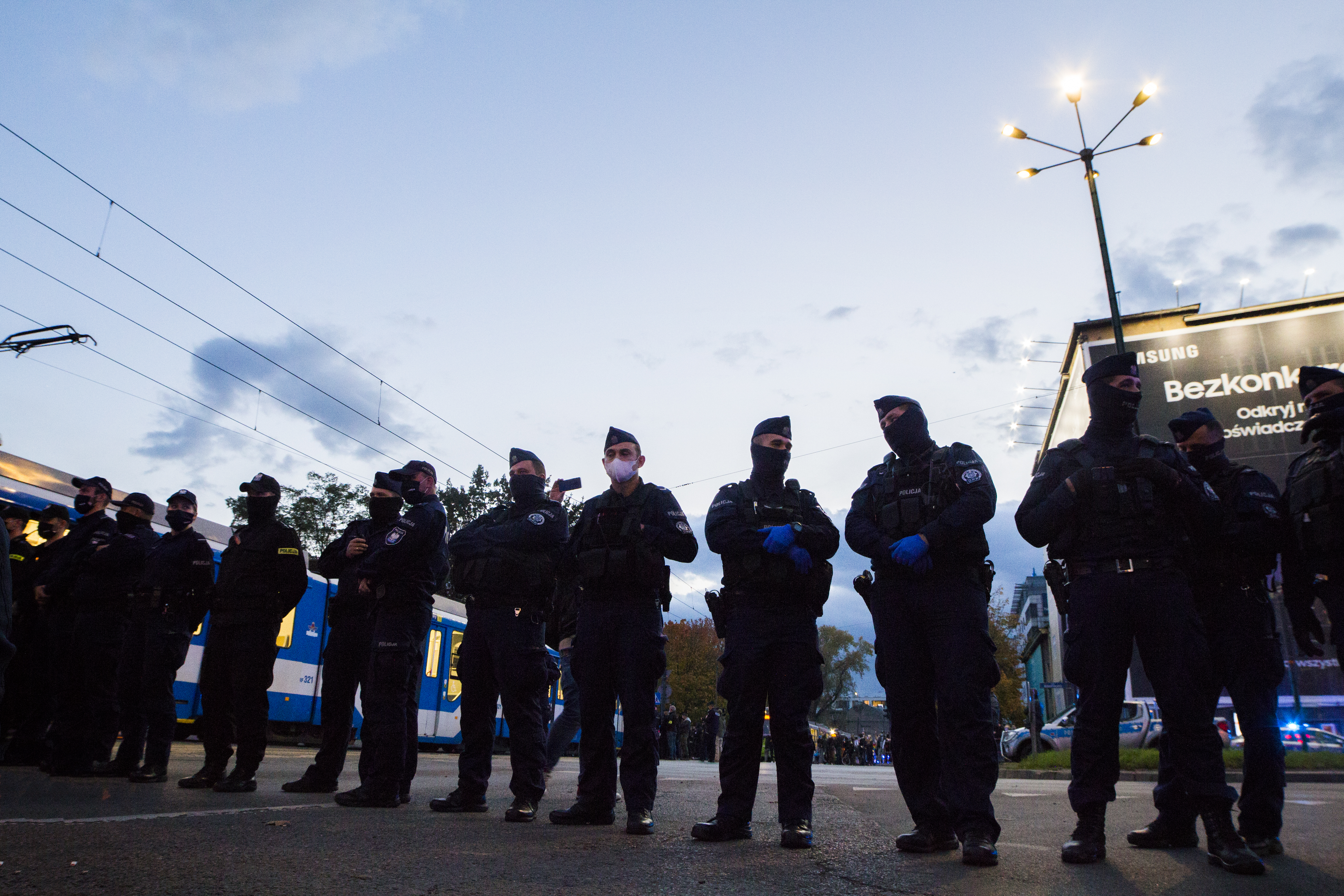
Полиция охраняет блокаду дороги в Кракове, 26 октября

23 октября премьер-министр Матеуш Моравецкий приказал военной жандармерии помочь гражданской полиции «защищать безопасность и общественный порядок» начиная с 28 октября 2020 года (на этот день была запланирована национальная женская забастовка). Оправданием для такого приказа была указана пандемия коронавирусной болезни.
29 октября Amnesty International заявила, что протестующие «столкнулись с чрезмерным использованием силы офицерами полиции, а цели для арестов выбирались случайным образом и без доступа к адвокатам».
Польская ультраправая организация Национально-радикальный лагерь, поддерживающая ужесточения закона об абортах, начала формировать национальные бригады с целью обороны костёлов.